# Kašary
Kašary (in russo Кашары?) è un villaggio (sloboda) della Russia europea meridionale nell'oblast' di Rostov; è il centro amministrativo del distretto Kašarskij.
Si trova nella parte settentrionale della oblast', sul fiume Ol'chovaja, a nord di Rostov sul Don.